# (10341) 1991 SC2
A (10341) 1991 SC2 a Naprendszer kisbolygóövében található aszteroida. Henry Holt fedezte fel 1991. szeptember 16-án.

## Kapcsolódó szócikk
- Kisbolygók listája (10001–10500)